# Mantaritza
Mantaritza es una reserva de la biosfera de Bulgaria desde el año 1977. Se encuentra en el norte del pico Golyama Syutka en los montes Ródope. La reserva se sitúa en la subregión florística de Bulgaria de los Ródope occidentales dentro de la provincia biótica centroeuropea. Se creó como reserva natural en el año 1968 para proteger los antiguos bosques de coníferas y los biotipos del urogallo. Actualmente se encuentra bajo revisión. Tiene una altitud que va desde los 1.200 metros hasta los 1.900 metros sobre el nivel del mar. Tiene una extensión de 1.318 hectáreas, de las que 1.069,2 son zona núcleo y 248,3 ha zona tampón. 
El principal ecosistema es mixto de montaña y tierras altas. Los principales hábitats son de bosques mixtos de Pícea común, Pino silvestre, Abeto común y Haya. En cuanto a la fauna, se pueden encontrar aquí osos pardos, ciervos, corzos, jabalíes, martas, tejones, grévol, pitos negros y herrerillos capuchinos. 